# Gaivota-alegre
Gaivota-risonha, gaivota-alegre ou guincho-americano (Leucophaeus atricilla) é uma gaivota de tamanho médio, típica das costas atlânticas da América do Norte, Antilhas, Sul de Califórnia e do norte de América do Sul.
Esta espécie é muito rara na Europa e a sua ocorrência em Portugal pode ser considerada excepcional. Em 2005 houve uma invasão sem precedentes, tendo a espécie sido observada em diversos locais dos Açores e em diversos países da Europa.

## Subespécies
São reconhecidas 2 subespécies:
- L. a. atricilla - Índias Ocidentais, Venezuela e Guiana Francesa
- L. a. megalopterus - América do Norte